# José Pancetti
Giuseppe Pancetti, detto José (Campinas, 18 giugno 1902 – Rio de Janeiro, 10 febbraio 1958), è stato un pittore brasiliano.
Di origini italiane, José Pancetti si distinse come uno dei paesaggisti modernisti più importanti ed apprezzati del Brasile, specialmente per i dipinti di ambienti marini, la sua più grande passione che gli valse il soprannome di El Marinhero, "il marinaio". È stato definito "un artista di grande bravura e sensibilità penetrante" le cui opere rappresentano "un punto elevato, nel panorama brasiliano, non riducibile facilmente a schemi convenzionali", nonché "l'artista post-impressionista più amato del Brasile".
È stato anche zio della cantante Isaurinha Garcia, molto popolare in Brasile negli anni 1940-1950.

## Biografia

### Infanzia
José Pancetti nacque il 18 giugno 1902 dal matrimonio tra Giovanni Pancetti e Corinna Giannini, entrambi nati a Retignano (Toscana) ma emigrati in Brasile nell'ottobre 1890 in cerca di fortuna. Il padre Giovanni era un capocantiere e muratore che si era trasferito a Campinas, San Paolo (insieme ad altri retignanesi) sperando che la sua lunga esperienza lavorativa lo avrebbe aiutato a trovare un impiego redditizio. Ben presto, però, si era ricreduto perché in quegli anni diverse ondate di immigrati, altrettanto qualificati, erano giunti in Brasile per contendersi un posto di lavoro, comportando un grave tasso di disoccupazione.
Dal temperamento irrequieto, José Pancetti trascorse l'infanzia con la famiglia in condizioni molto umili contraendo la tubercolosi, un male che contrassegnerà tutta la sua vita. Nel 1910-1912 i Pancetti si trasferirono nella capitale San Paolo per sfuggire alla povertà. Tuttavia, nonostante le mille rinunce, i genitori faticavano a mantenere i figli e così decisero di mandare José e una delle sue sorelle in Italia.

### Trasferimento in Italia
Nel 1912, dopo aver celebrato la prima comunione, José fu affidato allo zio paterno Casimiro Pancetti (nativo di Retignano), un imprenditore del marmo che all'epoca viaggiava frequentemente tra Brasile, Argentina e Italia. Sotto la sua protezione, José giunse in Versilia e nel 1913 fu iscritto al Collegio dei Salesiani a Massa-Carrara. Due anni più tardi l'Italia entrò nella Prima guerra mondiale e José fu accolto dai nonni (Giuseppe Pancetti e Celeste Bertagna) nella loro casa di campagna a Pietrasanta.
Tuttavia José mal si adattava alla vita da contadino e alla routine, perciò ricoprì diverse mansioni, tra cui apprendista falegname, operaio nella ditta di biciclette Bianchi e infine impiegato in una fabbrica per munizioni a Forte dei Marmi. Lo zio Casimiro volle, però, che imparasse una professione "decente" e così nel 1919 lo fece arruolare nella Marina mercantile italiana affinché diventasse un marinaio. Così José si trasferì a Genova e salpò a bordo della nave Maria Rosa, viaggiando nel Mediterraneo per tre mesi nella tratta Genova – Alessandria d'Egitto.
Sempre nel 1919, mentre vagava per le vie di Genova, José incontrò un passante che lo indirizzò al consolato brasiliano, dove poté organizzare il proprio rimpatrio.

### Rientro in Brasile
Il 12 febbraio 1920 sbarcò a Santos e per mantenersi svolse diversi lavoretti: impiegato tessile, assistente orafo, netturbino e cameriere al piano in un hotel. Nel 1921 fece ritorno a San Paolo e qui entrò in contatto con l'Oficina Beppe, gestita da imprenditori italiani, dove poté specializzarsi nella decorazione di pareti e nella realizzazione di manifesti, assistendo il pittore Adolfo Fonzari (1880-1959).
Sempre con il Fonzari, Pancetti partecipò agli abbellimenti della casa del commendatore Giuseppe Pugliese Carbone, nella località costiera di Guarujá. Questa fu la sua prima, vera occasione per imparare a dipingere e conoscere gli stili in voga all'epoca (come il postimpressionismo europeo).

### La vita da marinaio e pittore

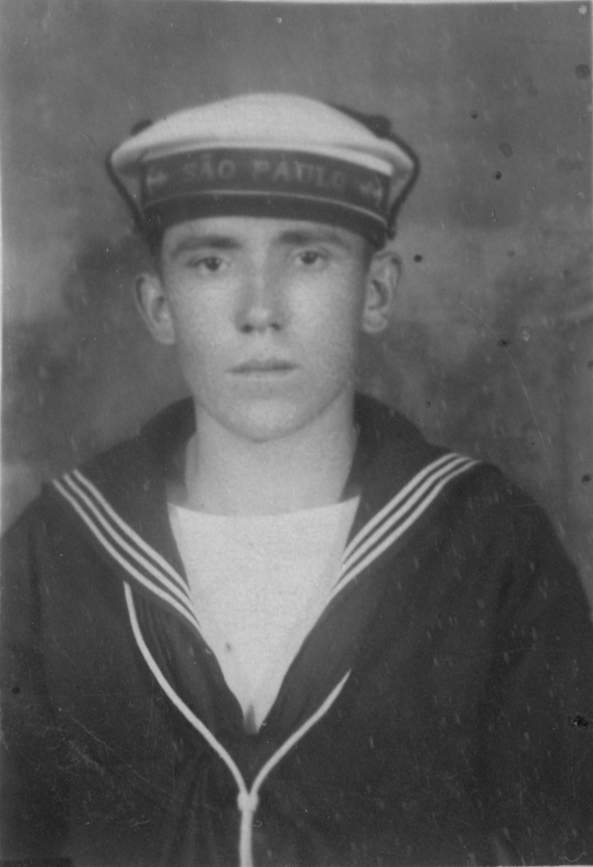
José Pancetti in divisa da marinaio, intorno al 1922-1925.

Nel 1922 Pancetti si arruolò nella Marina brasiliana e vi restò fino al 1946, anno del suo pensionamento anticipato causato dalla salute cagionevole.
Durante la vita da marinaio, Pancetti si dilettava a dipingere pareti, cabine e scafi. Considerando che era costantemente in viaggio, Pancetti non aveva tempo di studiare arte, ma cominciò a perfezionare la propria tecnica dipingendo su delle cartoline dei paesaggi (specialmente marini) e scene romantiche. Le sue prime opere risalgono al 1925, mentre era in servizio sulla nave da guerra Minas Gerais. Il suo zelo e la sua passione colpirono l'attenzione dell'ammiraglio Gastão Motta, che nel 1926 lo mise a capo della Compagnia di Praticanti e Specialisti nei Ponti (Companhia de Praticantes e Especialistas em Convés).
Nel 1929 si iscrisse ad un corso di specializzazione alla Escola de Auxiliares e Especialistas, frequentando numerose discipline artistiche incentrate sulle tecniche pittoriche (acqua, olio e vernice) ma anche di "metodi di pittura per l'arsenale della marina".
Nel 1932 pubblicò la sua prima opera nel settimanale A Noite Illustrada descrivendosi "um amador da pintura" (un pittore amatoriale). Era in corso una guerra civile e José aveva disegnato un aereo militare abbattuto da un incrociatore (il Rio Grande do Sul, a bordo del quale si trovava). Ciò attrasse l'attenzione dello scultore Paulo Mazzucchelli, che consigliò a Pancetti di unirsi al Núcleo Bernardelli, un gruppo di artisti "ribelli" di stampo modernista. Nello stesso anno, Pancetti conobbe per caso il pittore Giuseppe Gargaglione mentre passeggiava per le strade di Rio. Gargaglione gli sembrò un uomo cordiale a cui confessò il proprio desiderio di voler imparare a dipingere come "i grandi maestri".
Nel 1933 si unì, dunque, al Gruppo Bernardelli dove poté godere della compagnia e degli insegnamenti di altre figure di spicco nel panorama modernista, tra cui Manoel Santiago (1897-1987), Edson Motta (1910-1981) e José Rescála (1910-1986), mentre suo mentore fu il polacco Bruno Lechowski (1887-1941).
Il 27 aprile 1935 si sposò con Anita Caruso, da cui ebbe due figli: Nilma (1942) e Luís Carlos (1952).

### La fama e il declino

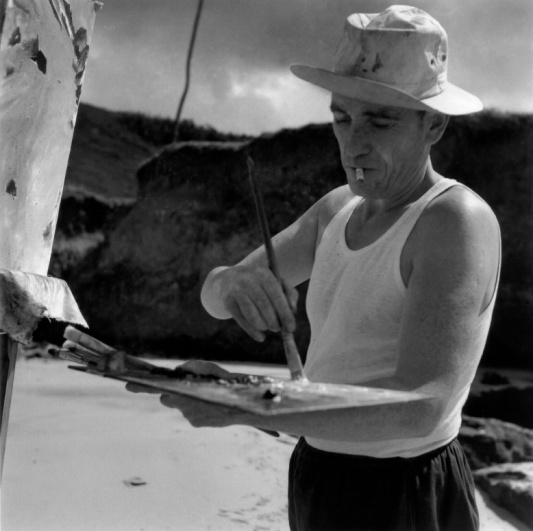
José Pancetti mentre dipinge una tavola

Il 1941 segnò la svolta nella carriera di Pancetti. A differenza di altri colleghi, più privilegiati di lui, che avevano potuto frequentare scuole d'arte, Pancetti era nato da una famiglia umile e aveva svolto molti lavoretti, passando da pittore autodidatta a studente d'arte soltanto a 31 anni. Per questo le invettive nei suoi confronti non erano così rare. Un articolo del 19 ottobre 1941, pubblicato su Gazeta Magazine, un certo Villeroy-França lo criticava aspramente per la sua scarsa tecnica e per l'indole ribelle. Grazie a quella critica, Pancetti fu sulla bocca di tutti e in pochi anni divenne celebre in tutto il paese, organizzando esibizioni che gli valsero importanti riconoscimenti.
Nello stesso anno, al 47º Salão Nacional de Belas Artes, il suo dipinto O Chão riscosse molto successo e gli valse un premio in denaro, che José sfruttò tra il 1942 e il 1944 per trasferirsi dapprima a Campos do Jordão e successivamente a São João del Rei. La tubercolosi che aveva contratto da piccolo lo stava sempre più indebolendo e doveva cambiare clima per sperare in una guarigione.
Nel luglio 1945 si occupò di realizzare il poster (manifesto) per il comizio del Partito Comunista Brasiliano (PCB), mentre l'artista Di Cavalcanti si occupò di organizzare lo stadio Pacaembu per l'evento. Organizzò anche la sua prima mostra individuale, con oltre 70 opere in esposizione.
Nel 1946 dovette ritirarsi dalla marina anche se aveva ottenuto il rango di secondo luogotenente.
Nel 1947 vinse un premio elargito dal Salão Nacional de Belas Artes, grazie a cui avrebbe potuto viaggiare in Europa. Tuttavia, l'aggravarsi delle sue condizioni lo costringe a sfruttare il denaro per viaggiare a Salvador, dove rimase fino al 1950 e di cui ottenne la cittadinanza onoraria nel 1957, su iniziativa del consigliere Carlos de Mascarenhas.
Nel 1948 ricevette la medaglia d'oro dal Salão Nacional de Belas Artes e nel 1950 organizzò la sua prima mostra internazionale alla Biennale di Venezia del 1950, accompagnata da un'altra a Roma. Altre esposizioni importanti risalgono al 1954 e 1955.

### Morte
Pancetti si spense il 10 febbraio 1958 (all'età di 55 anni) all'Hospital Central da Marinha di Rio de Janeiro per complicazioni dovute al cancro allo stomaco. Al suo funerale il poeta Augusto Frederico Schmidt gli compose un omaggio. Oggi riposa nel cimitero di San Giovanni Battista nel quartiere Botafogo.
In suo onore, una strada della sua città natale è stata ribattezzata Avenida José Pancetti. Inoltre, il 1º settembre 1965 fu fondato il Museu de Arte Contemporânea de Campinas José Pancetti (abbreviato in MACC, con sede in Avenida Benjamin Constant 1633, Campinas), dove sono conservate oltre seicento opere di arte moderna.

## Stile
José Pancetti era un uomo dall'animo irrequieto e anticonformista, la cui carriera da pittore cominciò da autodidatta un po' naïf. Il suo stile si può riconoscere nel postimpressionismo tardo, sulla strada dell'espressionismo, a metà tra la tradizione consolidata e una nuova sensibilità penetrante ben incapsulata nei suoi paesaggi marini e nei ritratti intensi e vivi, non riconducibili a noti schemi convenzionali.
Il suo stile pittorico attraversò tre fasi:
- 1925-1941: fase di maturazione. Pancetti viaggiava spesso con la Marina e non aveva tempo di studiare o perfezionare le proprie doti. Soltanto negli anni Trenta, conoscendo i colleghi del Gruppo Bernardelli, poté affinare le proprie tecniche.
- 1941-1950: massima notorietà
- 1950-1958: fase di lento declino legato soprattutto all'aggravarsi delle condizioni di salute.

Una costante della sua carriera da esordiente sono i ritratti. I ritratti di Pancetti sono composizioni semplici con pochi elementi e spesso lasciano trapelare una sensazione di sgomento (es. Menina Triste e Doente del 1940 oppure Retrato de Lourdes, data incerta). Realizzò anche degli autoritratti, ispirandosi a Vincent van Gogh e Paul Gaugin ma con chiara influenza anche di Paul Cézanne. Negli autoritratti si rappresenta spesso come un manovale o un marinaio, come per ricordare le sue umili origini, rifiutandosi sempre di mostrarsi frontalmente verso il pubblico, preferendo, invece, un profilo laterale. La sua espressione sobria, con la testa e il busto orientati in modo molto rigido e quasi geometrico (di ispirazione cubista), assieme ai giochi di chiaroscuro, sono un elemento costante in almeno quaranta delle sue opere.
Nella fase di picco si dedicò a ritrarre paesaggi urbani, tipicamente con tinte scure (prevale l'uso dell'ocra) per esprimere una grande malinconia. Esempi sono O Chão (1941) e Pátio da Rua de Santana (1944), dove spunta un interesse anche per Henri Matisse. In altri dipinti, come Campos de Jordão, si notano colori un po’ più accesi e sfumature di blu e verde.
Tuttavia, sono i paesaggi marini (marinhas) ad averlo reso celebre e amato in tutto il Brasile. Sono una evidente manifestazione di una vita intera trascorsa a solcare i mari e del suo amore per i litorali costieri e i loro mille colori. Spesso si tratta di opere molto schematiche, con una geometria ben visibile, con linee zigzag o diagonali.
Il suo uso dei colori rivela una grande sensibilità, grazie al quale possiamo capire quale fosse il suo stato d'animo. Per esempio, negli anni Cinquanta le sue condizioni di salute peggiorarono. Così, la sua palette divenne ricca di colori caldi e forti, con paesaggi inondati di luce, per riflettere il suo desiderio di guarire, la speranza mai perduta. Solamente sul finire dei suoi anni il suo stile si avvicinò all'astrattismo e difatti i soggetti, seppur ritratti ancora con tinte molto vivaci e luminose, si fecero più analitici, spigolosi.

## Opere
Segue un elenco di alcune delle sue opere principali.
- Autorretrato - Almirante (1933)
- Anita (1933)
- Arsenal de Marinha (1936)
- Pintura do Navio (1937)
- Marinha (1938)
- Navios Oficinas (1940)
- O Chão (1941)

- Interior com Anita e Bebê (1942)
- Campos do Jordão (1943)
- Marinha (1944)
- São João Del Rey (1945)
- Mangaratiba, “toca da velha” (1946)
- Paisagem com Dunas (1947)
- Arraial do Cabo (1948)

- Praça Clóvis Bevilacqua (1949)
- Marinha – Série Bahia (1950)
- Mar Grande (1951)
- Farol da Barra (1952)
- Paisagem de Itapoã (1953)
- Praia da Gávea (1955)
- Lagoa de Abaeté  (1957)